# Dino Baggio
Dino Baggio (Camposampiero, Padua, 24 de julio de 1971) es un exfutbolista italiano, que jugaba como centrocampista defensivo.

## Biografía

### Club
Baggio comenzó a jugar en las categorías inferiores del Torino FC desde niño, hizo su debut en 1988 en un partido contra la Lazio, Baggio se convirtió rápidamente en uno de los futbolistas más prometedores del fútbol italiano. Destacaba por ser un centrocampista defensivo fuerte y rompedor. Con solo 20 años, Baggio fichó por el Inter de Milán para la temporada 1991/92.
Tras solo una temporada de neroazzurro, Baggio fichó por la Juventus, el eterno rival del club de su debut, el Torino. Baggio se ganó rápidamente el cariño de los fans y se convirtió en el líder del centro del campo juventino, ganando la Copa de la UEFA en 1993.
Tras el Mundial 1994, el Parma FC buscó hacerse con los servicios de Baggio, en un primer momento, Baggio rechazó la oferta del Parma, en un principio, la Juventus ofreció al Parma los servicios de un jovencísimo Alessandro Del Piero en lugar de Baggio, pero este aceptó la oferta del Parma poco después. En la Copa de la UEFA de la temporada 1998-99, Baggio recibió el impacto de un cuchillo lanzado por un fan del Wisla Cracovia que le costó al club un año de suspensión.
Con el Parma ganó la Copa de la UEFA de la temporada 1994/95, la segunda copa de su carrera. Con el Parma permaneció hasta el 2000, cuando decidió fichar por la Lazio. Tras tres temporadas en el club romano, Baggio comenzó a negociar con el Wolverhampton inglés, que acababa de ascender a la Premier League, pero finalmente fichó por el Blackburn Rovers. 
Pero Baggio regresó pronto a Italia, fichando en enero de 2004 por el AC Ancona, permaneciendo en dicho club una temporada y media. Tras un año donde regresó al Lazio, finalmente se retiró en el 2006 tras un año jugando para la Triestina. En febrero de 2008, anunció su fichaje por el Tombolo, un modestísimo club italiano.

### Fútbol internacional
Baggio hizo su debut con la Selección de Italia contra Chipre, en el mismo partido donde debutó Demetrio Albertini.
Fue llamado para jugar el Mundial 1994 donde coincidió con otro jugador con su mismo apellido, Roberto Baggio, Dino Baggio marcó dos goles en dicho Mundial, uno el de la victoria contra Noruega en la fase de grupos y el otro contra España en la victoria en cuartos de final. Él marcó el 1-0. También jugó la Eurocopa 1996 y el Mundial 1998.

## Trayectoria
| Club               | País       | Año         |
| ------------------ | ---------- | ----------- |
| FC Torino          | Italia     | 1988 - 1991 |
| FC Internazionale  | Italia     | 1991 - 1992 |
| Juventus FC        | Italia     | 1992 - 1994 |
| Parma FC           | Italia     | 1994 - 2000 |
| SS Lazio           | Italia     | 2000 - 2003 |
| Blackburn Rovers   | Inglaterra | 2003 - 2004 |
| AC Ancona          | Italia     | 2004        |
| SS Lazio           | Italia     | 2004 - 2005 |
| US Triestina       | Italia     | 2005 - 2006 |
| ASD Tombolo Calcio | Italia     | 2007 - 2009 |

## Palmarés

### Torneos nacionales
| Título              | Club     | País   | Año  |
| ------------------- | -------- | ------ | ---- |
| Copa de Italia      | Parma FC | Italia | 1999 |
| Supercopa de Italia | Parma FC | Italia | 1999 |

### Torneos internacionales
| Título          | Club                | Sede   | Año     |
| --------------- | ------------------- | ------ | ------- |
| Eurocopa sub-21 | Selección de Italia | Europa | 1988    |
| Copa de la UEFA | Juventus de Turín   | Turín  | 1992-93 |
| Copa de la UEFA | Parma FC            | Milán  | 1994-95 |
| Copa de la UEFA | Parma FC            | Moscú  | 1998-99 |